# فرنسيس جاي ماكورميك
فرنسيس جاي ماكورميك (بالإنجليزية: Francis J. McCormick)‏ هو مدير فني أمريكي، ولد في 1903 في أنتيغو في الولايات المتحدة، وتوفي في 13 أغسطس 1958 في ميلواكي في الولايات المتحدة.